# Gare d’Uzel
Gare d’Uzel vasútállomás Franciaországban, Saint-Hervé településen.

## Vasútvonalak
Az állomást az alábbi vasútvonalak érintik:
- Saint-Brieuc–Pontivy-vasútvonal

## Kapcsolódó állomások
A vasútállomáshoz az alábbi állomások vannak a legközelebb: